# 제26기계화보병사단
제26기계화보병사단(第二十六機械化步兵師團, The 26th Mechanized Infantry Division, 상징명칭: 불무리부대)은 경기도 양주시에 주둔했던 대한민국 육군의 제7기동군단 예하의 기계화보병사단이었다. 1953년 6월 18일 충청남도 논산시에서 제73, 75, 76보병연대를 모체로 하여 창설되었다. 이후 화천, 양구, 연천을 거쳐 1964년 경기도 양주시로 부대를 옮겼다. 1994년 10월 1일 대한민국에서 4번째로 기계화보병사단으로 개편되었다. 경례구호는 육군 표준구호인 '충성' 대신 '공격'을 사용하였다. 2018년 11월 30일 제8기계화보병사단에 통합되며 해체되었다.

## 부대
| - 제73기계화보병여단 - 제121기계화보병대대 - 제123기계화보병대대 - 제57전차대대 - 제75기계화보병여단 - 제27전차대대 - 제38전차대대 - 제125기계화보병대대 - 제76기계화보병여단 - 제120기계화보병대대 - 제126기계화보병대대 - 제25전차대대 - 사단포병여단 - 제222포병대대 - 제228포병대대 - 제231포병대대 - 제631포병대대 | - 기갑수색대대 - 공병대대 - 방공대대 - 보급수송대대 - 보충대대 - 정보통신대대 - 정비대대 - 군사경찰대 - 본부근무대 - 의무근무대 - 정찰대 - 화생방지원대 |

## 같이 보기
- 대한민국 육군의 부대 조직 및 편성 목록
- 기계화 보병

## 역대 유명 주요 지휘관
- 장태완 (예비역 육군 소장 출신으로 해당 육군 제26사단장 등을 거쳐 육군 수도경비사령관 역임.)